# مسجد شيهليجية
مسجد شيهليجية كانت السفن التجارية، ترسو في ميناء هونغ كونغ، في أوائل القرن التاسع عشر،
وكان من بين بحارتها مسلمون من بومباي وكلكتا وخليج البنغال، بالإضافة إلى
المسلمين القادمون من الصين، ومع تطوُّر ميناء هونغ كونغ، ازداد عدد
البحارة والتجار المسلمين القادمين من الهند وماليزيا وسريلانكا وبرَ
الصين الرئيسي.
فلما ازاد عدد المسلمين تأسست جمعية الأوقاف سنة 1850 لإدارة الأموال
الخيرية، وتنظيم الأنشطة الدينية، وقد أعطت السلطة البريطانية في هونغ كونغ قطعة أرض للمسلمين، فأقاموا عليها أول مسجد في الجزيرة، سنة 1850،
وهو مسجد «محمد» وقد أعيد بناؤه سنة 1905، وتم تغيير اسمه إلى مسجد
«شيهليجية»، الذي أدرجته حكومة هونغ كونغ ضمن قائمة الآثار القديمة.
في فترة الإدارة البريطانية لهونغ كونغ، جندت الحكومة كثيراً من مسلمي
الهند وباكستان، وقد تم بناء مسجد لهم داخل المعسكر سنة 1896، وأعيد بناؤه
سنة 1902، ويقع الآن بأحد الأحياء السكنية، تم إعادة بنائه وتوسعته سنة
1984 بتكلفة بلغت 26 مليون دولار هونغ كونغ، ويتسع الآن لأكثر من ألفَي
مصلِ.